# NGC 6945
NGC 6945 (również PGC 65132) – galaktyka soczewkowata (E-S0), znajdująca się w gwiazdozbiorze Wodnika. Odkrył ją Albert Marth 12 lipca 1864 roku.